# Oliver Eggimann
Oliver Eggimann {28 de janeiro de 1919 - 6 de abril de 2002) foi um futebolista suíço que atuava como meia.

## Carreira
Oliver Eggimann fez parte do elenco da Seleção Suíça de Futebol, na Copa do Mundo de 1950 no Brasil e 1954.